# Charles Cressent
Charles Cressent (* 16. Dezember 1685 in Amiens; † 10. Januar 1768 in Paris) war ein französischer Kunsttischler.
Charles Cressent wurde als Sohn von François Cressent 1685 geboren. Sein Handwerk erlernte er bei Coysevox. In seiner Arbeit wurde er von André-Charles Boulle sowie Claude Gillot geprägt. 
Er gilt als Hauptvertreter der Régence. Seinen Schränkchen mit florentischen Steininkrustationen wird eine hohe Besonderheit zugemessen. 

## Werke (Auswahl)

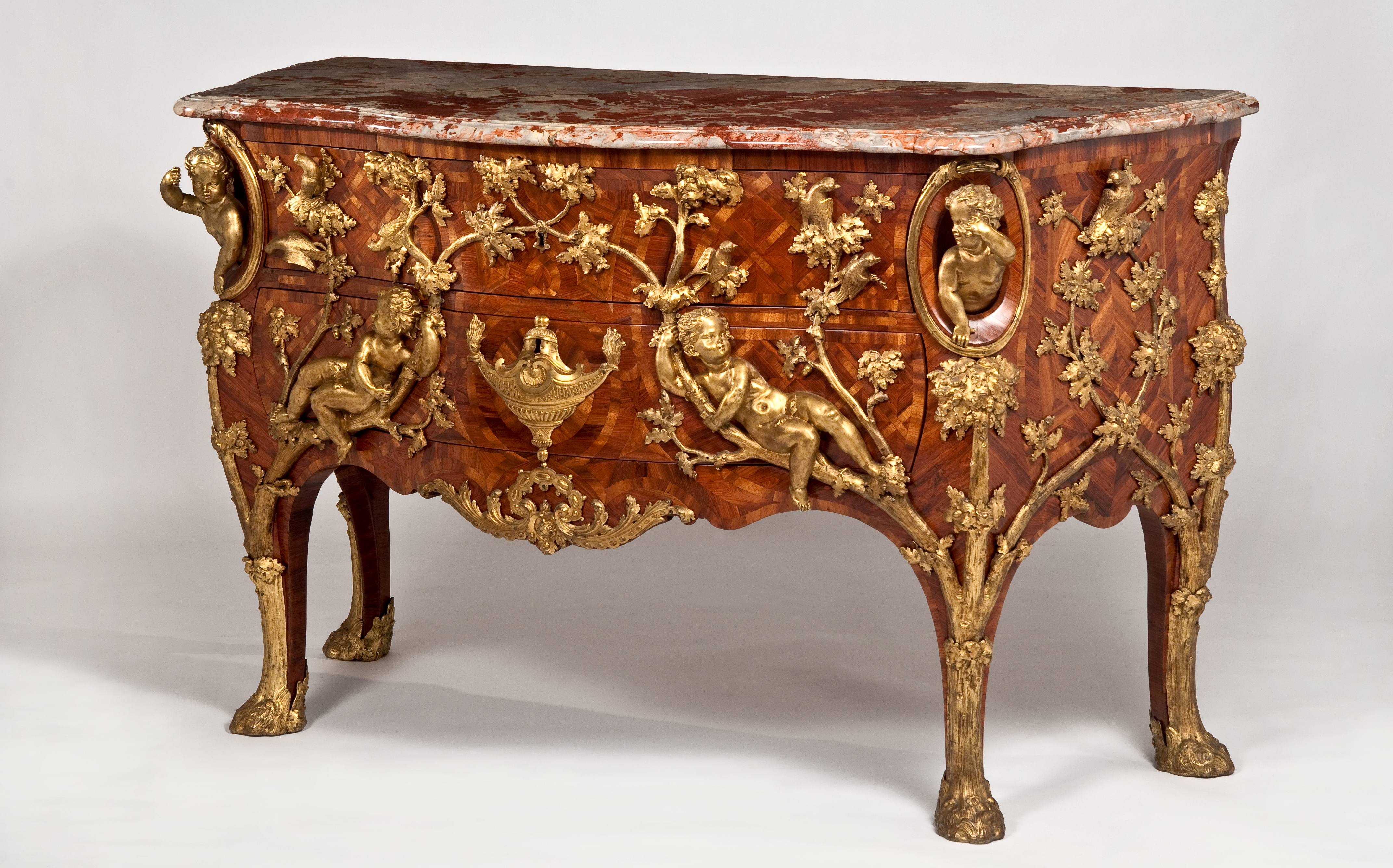
Kommode, um 1730
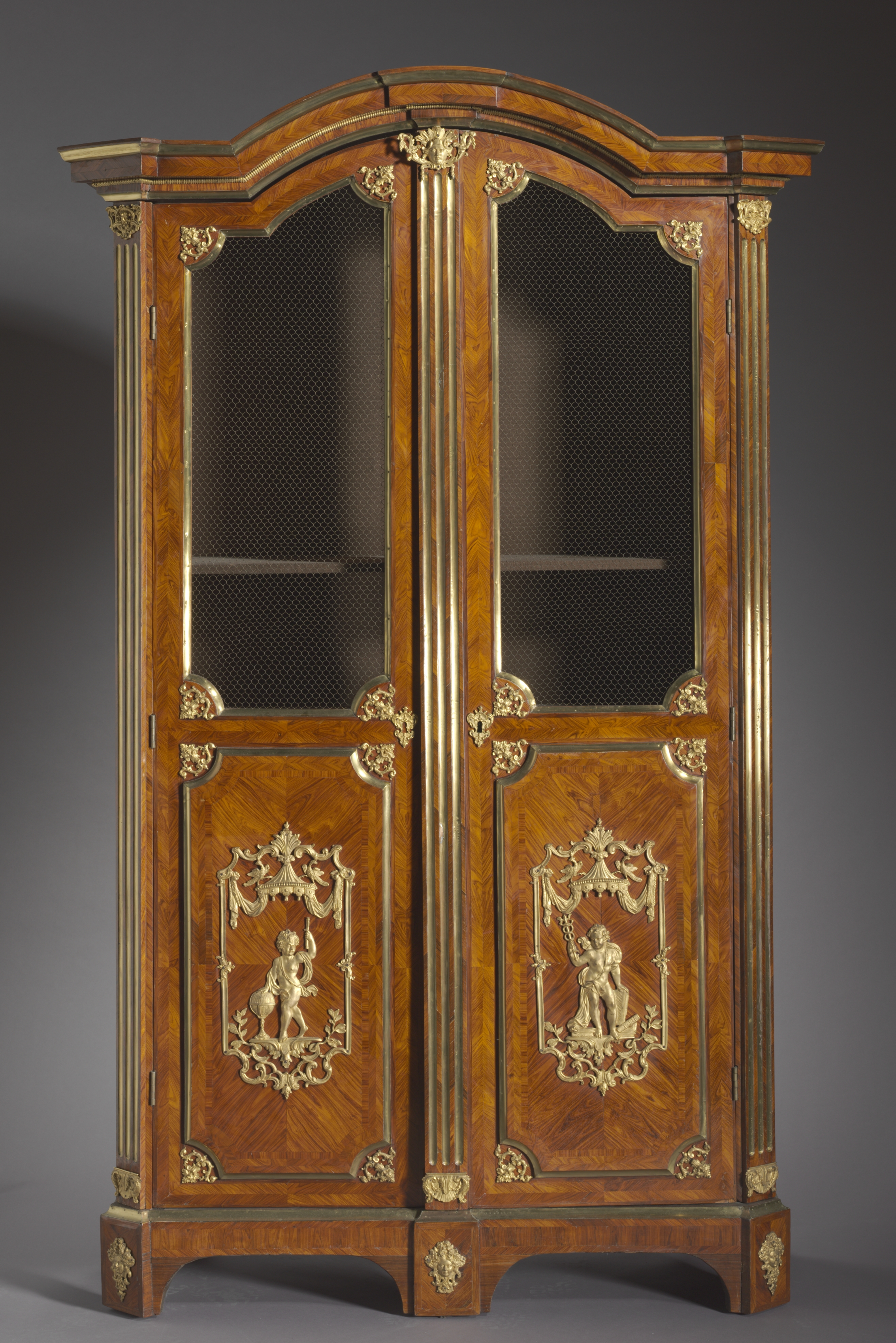
Bücherschrank, 1715
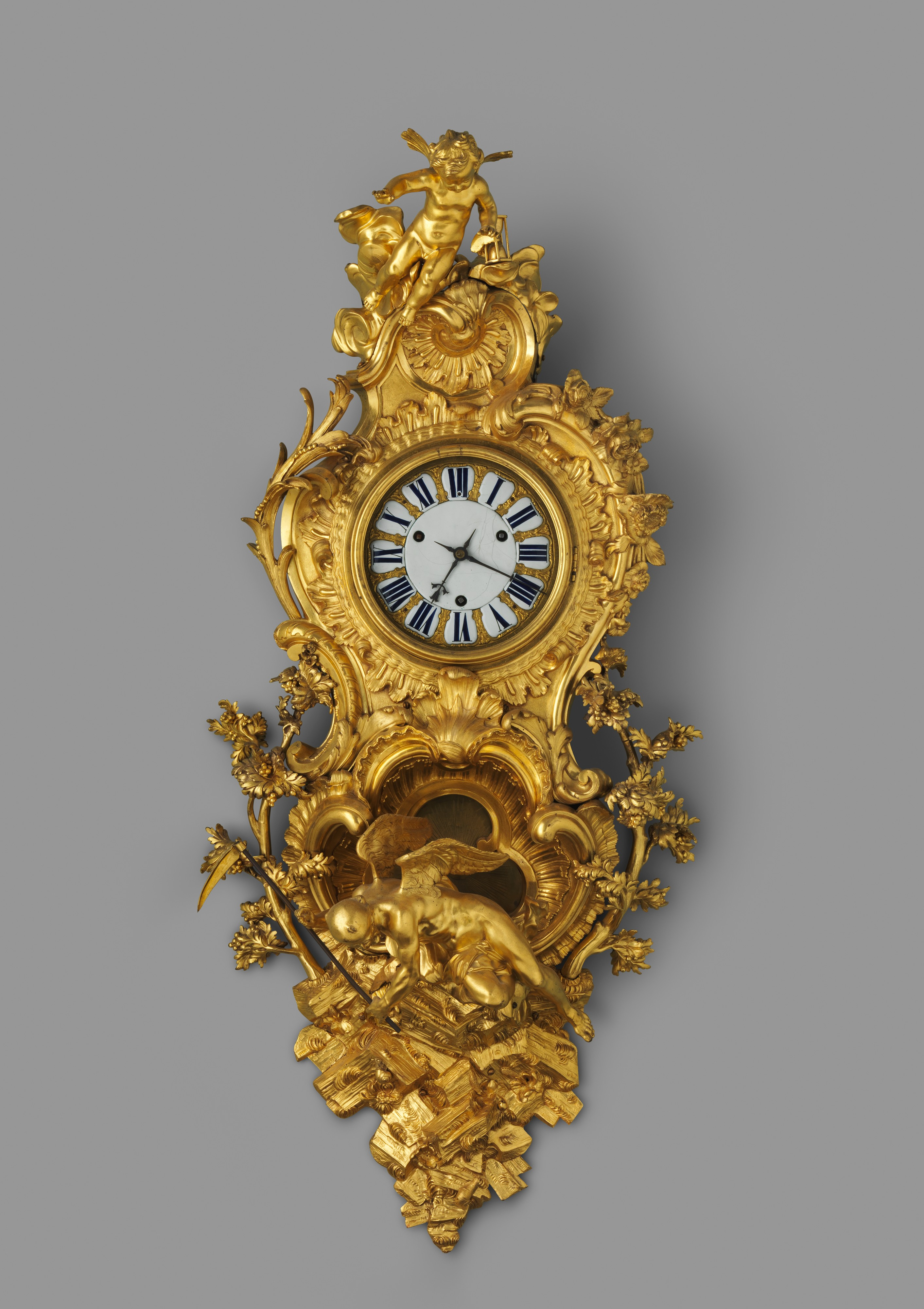
Wanduhr, 1740–45
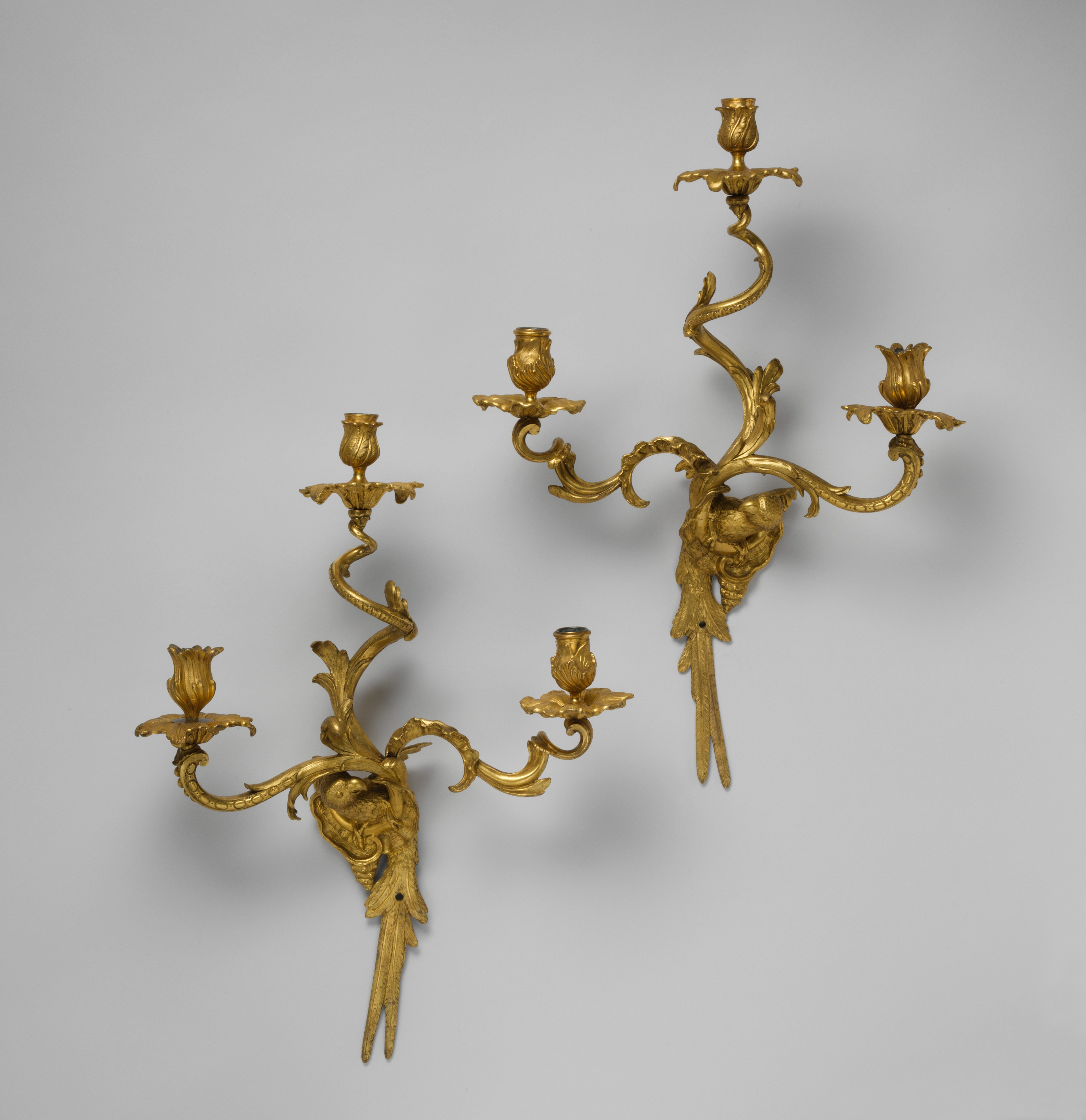
Kerzenleuchter, 1745–49

Cressents Werke sind unter anderem im Metropolitan Museum of Art in New York City ausgestellt.